# Macromia margarita
Macromia margarita is een libellensoort uit de familie van de prachtlibellen (Macromiidae), onderorde echte libellen (Anisoptera).
De soort staat op de Rode Lijst van de IUCN als gevoelig, beoordelingsjaar 2007.
De wetenschappelijke naam van de soort is voor het eerst geldig gepubliceerd in 1947 door Westfall.